# ほのか有泉
ほのか 有泉（ほのか ゆい、2002年7月6日 - ）は、日本の女優、ファッションモデルである。東京都出身。

## 人物
特技はダンス、ゴルフ。趣味は絵、スキー。

## 出演

### ミュージックビデオ
- 蓮沼執太『RAW TOWN』（2016年1月）

### テレビドラマ
- 鍵のない夢を見る 第2話（2013年9月、WOWOW）
- 水曜ミステリー9 ホテルGメン具志堅陽子の殺人推理2（2014年7月、テレビ東京）

### 雑誌
- りぼん りぼんガール（2014年 - 、集英社）
- 美しいキモノ 春号（2017年2月、ハースト婦人画報社）
- GINZA（2018年、マガジンハウス）
- With（2019年、講談社）

### CM・広告
- バンダイ『プリキュア ヒーリングチェスト』（2011年9月）
- タカラトミー（2012年1月）
- イオン（2012年6月 - 9月）
- ムーンスター（2013年2月）
- 日本郵便 年賀状（2013年11月）
- W早稲田ゼミ（2014年6月）
- コカ・コーラ クリアライム（2019年）
- トヨタ 東京2020オリンピック（2019年）

### その他
- WEB『少女記録』